# 인제군수
인제군수는 강원특별자치도 인제군의 군수이다.

## 같이 보기
- 인제군수 선거